# Lisburn
Lisburn (originalmente, Lisnargarvey, a partir do irlandês Lios na gCearrbhach - "fortaleza dos jogadores") é uma cidade da Irlanda do Norte, no Reino Unido, com 71.465 habitantes (2001). É a capital do distrito de Lisburn. Entre as atividades econômicas, destacam-se as fábricas de móveis e a tecelagem de linho.